# Atipia nuclear
Atipia nuclear refere-se à aparência anormal e irregular dos núcleos celulares num determinado tecido, geralmente em células de característica pleomórfica. O termo é comumente utilizado na citopatologia e na histopatologia para caraterizar áreas de displasia.
Esta mudança é vista tanto em alterações inflamatórias reativas benignas como em situções de maior gravidade e malignidade.